# Tangentni štirikotnik
Tangéntni štirikótnik je v ravninski geometriji konveksni štirikotnik za katerega obstaja krožnica, ki se dotika vseh njegovih stranic, oziroma, ki ima včrtano krožnico. Ime tangentni izhaja iz značilnosti, da je vsaka njegova stranica tangentna na eno včrtano krožnico.
Ena od osnovnih značilnosti tangentnega štirikotnika je, da je štirikotnik tangentni, če in samo če se simetrale njegovih notranjih kotov sekajo v eni točki.

## Splošne značilnosti
- vsota nasprotnih stranic je enaka in velja:

{\displaystyle |{\overline {AB}}|+|{\overline {CD}}|=|{\overline {AD}}|+|{\overline {BC}}|\!\,.}
Tako velja:
{\displaystyle a+c=b+d={\frac {a+b+c+d}{2}}=s\!\,.}
kjer je s polobseg tangentnega štirikotnika.
- diagonali konveksnega štirikotnika razdelita štirikotnik na štiri trikotnike. Za tangentni štirikotnik velja:

{\displaystyle {\frac {1}{r_{1}}}+{\frac {1}{r_{3}}}={\frac {1}{r_{2}}}+{\frac {1}{r_{4}}}\!\,,}
kjer so {\displaystyle r_{1},r_{2},r_{3},r_{4}} polmeri pripadajočih včrtanih krožnic štirih trikotnikov.

## Posebni primeri
Posebni primeri tangentnih štirikotnikov so vsi deltoidi, na primer romb in kvadrat. Vsi deltoidi so ravno tisti tangentni štirikotniki, ki so tudi ortodiagonalni. Posebni primer tangentnega štirikotnika je tudi tangentni trapez. Štirikotniki, ki so hkrati tangentni in tetivni, se imenujejo bicentrični štirikotniki ali tetivnotangentni štirikotniki.

## Ploščina
Ploščina tangentnega štirikotnika je:
{\displaystyle p=sr=(a+c)r=(b+d)r\!\,,}
kjer je r polmer včrtanega krožnice. Po Bretschneiderjevi formuli velja:
{\displaystyle r={\frac {\sqrt {4e^{2}f^{2}-(a^{2}-b^{2}+c^{2}-d^{2})^{2}}}{2(a+b+c+d)}}={\frac {\sqrt {e^{2}f^{2}-(a-b)^{2}(a+b-s)^{2}}}{2s}}\!\,,}
kjer sta {\displaystyle e} in {\displaystyle f} diagonali tangentnega štirikotnika.